# シーズン (甲斐バンドの曲)
「シーズン」は、1983年5月21日に発売された甲斐バンドの23枚目のシングル。

## 概要
オリコン最高位23位。サントリー「トロピカルカクテル」ブルーハワイのCM（出演：広田玲央名）に使用された。
アルバム『GOLD/黄金』の先行シングル。両面とも国内ミックスダウンのシングル・バージョン。
本作は、ビデオ・クリップが制作されている（ビデオ・クリップ集『HALF BREED』に収録）。

## 収録曲
- 全作詞・作曲：甲斐祥弘

1. シーズン （Single Version）
編曲：井上鑑、1st Rhythm Arr：甲斐バンド
2. SLEEPY CITY （Single Version）
編曲：後藤次利

## テイク別
本作が収録されているアルバムはN.Y3部作の1枚で、編集盤『ポイズン80's』において、各楽曲のアルバム未収録テイクや未発表テイクが明らかにされている。太字は、本作収録テイク。
| 曲名        | Version                                                                               |
| ----------- | ------------------------------------------------------------------------------------- |
| シーズン    | *Album（LP"GOLD/黄金" Mixed by BOB CLEARMOUNTAIN） *Single（Mixed by YUJI YAMASHITA） |
| SLEEPY CITY | *Album（LP"GOLD/黄金" Mixed by BOB CLEARMOUNTAIN） *Single（Mixed by YUJI YAMASHITA） |